# Kryteria madryckie
Kryteria madryckie - dodatkowe kryteria dla państw kandydujących do Unii Europejskiej ustalone podczas szczytu Rady Europejskiej w Madrycie w grudniu 1995 roku. Są to: konieczność dostosowania struktur administracyjnych państw kandydujących, aby było możliwe sprawne funkcjonowanie polityk wspólnotowych i egzekwowanie prawa wspólnotowego po wejściu tych państw do Unii. To właśnie na strukturach administracyjnych- gdyż Unia nie posiada swojego aparatu urzędniczego- spoczywa obowiązek respektowania i bezpośredniego stosowania acquis communautaire.